# Тихорецкое городское поселение
Тихорецкое городское поселение — муниципальное образование в Тихорецком районе Краснодарского края России.
Административный центр — город Тихорецк.
В рамках административно-территориального устройства Краснодарского края городскому поселению соответствуют город Тихорецк и сельские населённые пункты подчинённого ему Пригородненского сельского округа.

## История
Законом Краснодарского края от 29 декабря 2007 год муниципальное образование «Город Тихорецк» было преобразовано в муниципальное образование «Тихорецкое городское поселение» (город районного подчинения), которое вошло в состав муниципального образования «Тихорецкий район». Закон вступил в силу 8 января 2008 года с переходным периодом до 1 июля того же года.

## Население
| 2002    | 2010    | 2012    | 2013    | 2014    | 2015    | 2016    |
| ------- | ------- | ------- | ------- | ------- | ------- | ------- |
| 66 516  | ↘63 295 | ↘62 618 | ↘61 988 | ↘61 432 | ↘61 046 | ↘60 746 |
| 2017    | 2018    | 2019    | 2020    | 2021    | 2023    |         |
| ↘60 445 | ↘59 816 | ↘59 249 | ↘58 563 | ↘57 041 | ↘55 919 |         |

## Населённые пункты
В состав городского поселения  входят 3 населённых пункта:
| № | Населённый пункт | Тип населённого пункта | Население (чел.) |
| - | ---------------- | ---------------------- | ---------------- |
| 1 | Тихорецк         | город                  | ↘54 009          |
| 2 | Каменный         | посёлок                | ↘1144            |
| 3 | Тихонький        | посёлок ж/д разъезда   | ↘328             |